# الیس پاپریکا
الیس پاپریکا (به انگلیسی: Elis Paprika، با نام اصلی اریکا الیزابت نوگوس؛ زاده ۸ مه ۱۹۸۰) خواننده و ترانه‌سرای مستقل از گوادالاخارا، مکزیک است. او از سال ۲۰۰۴ در صحنه راک مکزیک فعال است. وی ۳ بار در Auditorio Nacional در México City به همراه ژولیتا ونگاس در ۲۰۰۷، بلانوا در ۲۰۰۸ و خوان گابریل در سال ۲۰۰۹ اجرا کرده‌است. او در سه جشنواره Vive Latino در مکزیکوسیتی اولین بار در سال ۲۰۰۶، در سال ۲۰۱۱، و دومین بار در سال ۲۰۱۴ حضور داشته‌است. الیس پاپریکا همچنین در بین‌المللی در آمریکای شمالی و جنوبی، جنوب شرق و شرق آسیا و اروپا نمایش داشته‌است. وی در اوت ۲۰۰۶ به عنوان «باند ماه» در ام‌تی‌وی آمریکای لاتین انتخاب شد. نوازندگان گروه وی در طول سال‌ها متفاوت بوده‌اند و گروه موسیقی زنده و تهیه‌کننده فعلی او The Black Pilgrims نامیده می‌شود. الیس کار خود را در گوادالاخارا جالیسکو، مکزیک آغاز کرد.

## اوایل زندگی
الیس در ۸ مه ۱۹۸۰ در گوادالاخارا، جالیسکو، مکزیک، اریکا الیزابت نوگوس متولد شد و کوچکترین فرزند بود. وی از کودکی به عنوان ژیمناست المپیک و به عنوان رقصنده آموزش دید. پدرش در ۶ سالگی درگذشت. او در سال ۱۹۹۲ در نوجوانی با خانواده اش به Texas رفت و یک سال در آنجا زندگی کرد. او و خانواده اش به گوادالاخارا بازگشتند و در سال ۱۹۹۴ الیس به کوئرتارو مکزیک نزد خاله اش رفت. او با الهام از الیس رجینا نام خود را به الیس کوتاه کرد.

## حرفه موسیقی
او در سال ۲۰۰۲ تحصیلات خود را قطع کرد و به مدت یک سال به انگلستان لندن نقل مکان کرد، و در آنجا شروع به نوشتن برخی از آهنگ‌هایی می‌خواند که بعداً به عنوان الیس پاپریکا منتشر خواهد شد. وی در طول اقامت خود در لندن به عنوان پیشخدمت کار می‌کرد. او در سال ۲۰۰۳ به گودالاخارا مکزیکو بازگشت و در آنجا گروهی به نام The Paprikas را راه اندازی کرد، با یک نوازنده محلی به نام Raul Velazquez (با رائول "Rul" Velazquez اشتباه گرفته نشود، که بعداً نوازنده گیتار الیس در Black Pilgrims خواهد بود) در آن زمان مردم از او به عنوان "الیس از پاپریکاس" یا "الیس پاپریکاً نام می‌بردند، اسمی که بعداً او به کار برد. پس از چند بار تلاش با The Paprikas، الیس نسخه نمایشی را برای آهنگ "Sunny Day" ضبط کرد، که با Shaboomy (بعداً نوازنده گیتار برای Azul Violeta) و اریک دیاز، نوازنده گیتار و نوازنده بیس به ترتیب از گروه The Waitress کار می‌کرد از مکزیک گوادالاخارا. پیشخدمت در ابتدا اولین پروژه انفرادی الیس بود. نام گروه از زمان کار وی به عنوان پیشخدمت در لندن و گوادالاخارا قبل از ساخت موسیقی الهام گرفته شده‌است. هنگامی که او به عنوان «الیس پاپریکا» شناخته شد و موسیقی دیگری جدا از پروژه خود ساخت، الیس The Waitress را ترک کرد. اعضای دیگر پیشخدمت بدون او ادامه دادند.